# MEIS2
MEIS2 (англ. Meis homeobox 2) – білок, який кодується однойменним геном, розташованим у людей на короткому плечі 15-ї хромосоми. Довжина поліпептидного ланцюга білка становить 477 амінокислот, а молекулярна маса — 51 790.
| 10         |  | 20         |  | 30         |  | 40         |  | 50         |
| ---------- |  | ---------- |  | ---------- |  | ---------- |  | ---------- |
| MAQRYDELPH |  | YGGMDGVGVP |  | ASMYGDPHAP |  | RPIPPVHHLN |  | HGPPLHATQH |
| YGAHAPHPNV |  | MPASMGSAVN |  | DALKRDKDAI |  | YGHPLFPLLA |  | LVFEKCELAT |
| CTPREPGVAG |  | GDVCSSDSFN |  | EDIAVFAKQV |  | RAEKPLFSSN |  | PELDNLMIQA |
| IQVLRFHLLE |  | LEKVHELCDN |  | FCHRYISCLK |  | GKMPIDLVID |  | ERDGSSKSDH |
| EELSGSSTNL |  | ADHNPSSWRD |  | HDDATSTHSA |  | GTPGPSSGGH |  | ASQSGDNSSE |
| QGDGLDNSVA |  | SPGTGDDDDP |  | DKDKKRQKKR |  | GIFPKVATNI |  | MRAWLFQHLT |
| HPYPSEEQKK |  | QLAQDTGLTI |  | LQVNNWFINA |  | RRRIVQPMID |  | QSNRAGFLLD |
| PSVSQGAAYS |  | PEGQPMGSFV |  | LDGQQHMGIR |  | PAGLQSMPGD |  | YVSQGGPMGM |
| SMAQPSYTPP |  | QMTPHPTQLR |  | HGPPMHSYLP |  | SHPHHPAMMM |  | HGGPPTHPGM |
| TMSAQSPTML |  | NSVDPNVGGQ |  | VMDIHAQ    |  |            |  |            |

A: Аланін

C: Цистеїн

D: Аспарагінова кислота

E: Глутамінова кислота

F: Фенілаланін

G: Гліцин

H: Гістидин

I: Ізолейцин

K: Лізин

L: Лейцин

M: Метіонін

N: Аспарагін

P: Пролін

Q: Глутамін

R: Аргінін

S: Серин

T: Треонін

V: Валін

W: Триптофан

Кодований геном білок за функціями належить до активаторів, білків розвитку. 
Задіяний у таких біологічних процесах, як транскрипція, регуляція транскрипції, альтернативний сплайсинг. 
Білок має сайт для зв'язування з ДНК. 
Локалізований у цитоплазмі, ядрі.